# Iglesia de San Juan de Malta
La iglesia de San Juan es un templo religioso de culto católico bajo la advocación de San Juan Bautista en la ciudad de Palma de Mallorca, en las Islas Baleares, en España. 

## Fundación de la Iglesia del Hospital
En el año 1230 , recién terminada la conquista de Mallorca por parte del Rey don Jaime y de los caballeros que le acompañaron, llegó a Mallorca el Maestre de la Orden de San Juan, Hugo de Fullalquer, acompañado de Berenguer de Anglesola, Pedro de Moncada, gran Prior de Cataluña, Bernardo de San Juan, Marimon de Plegamans y algunos más, solicitando al monarca que se les concediera un terreno para fundar una Ccsa, un hospital y un templo desde donde ayudarían a la implantación de la conquista de la isla. 
El Rey les donó una porción de tierra, cerca de las Atarazanas, para que se establecieran y atendieran a los necesitados, que como consecuencia de la guerra precisaban asistencia. Desde aquel momento la Orden estuvo haciendo frente a los ataques que se producían, con frecuencia, a los pueblos de las islas, desde el norte de África. En el año 1276 ya aparece erigido el Templo y el Hospital.

## Principales reformas acometidas
El edificio actual es una reconstrucción del siglo XVIII que sustituyó un antiguo oratorio y dependencia de San Juan de Malta fundados en el siglo XIII. 
1. La Iglesia a partir del siglo XV sufrió un gran deterioro que motivo una primera restauración que fue inaugurada y bendecida por el Obispo el 23 de junio del año 1723. Según algunos historiadores no se respeto la fábrica original, sin embargo, la presencia de la Orden pudo continuar de forma activa no solo en la defensa de las Islas sino también en la atención hospitalaria hasta la expulsión de los Caballeros decretada por Fernando VII de España. A partir de ese momento la Orden pierde su jurisdicción y la Iglesia sufre las consecuencias del abandono. Desde entonces la Iglesia pasó a incorporarse a los bienes de la Diócesis de Mallorca que encargó de su cuidado a la Parroquia de Santa Cruz, cuya gestión se distinguió por un claro desinterés.
2. En 1927 El Obispo de Mallorca encarga a la Orden de Clérigos Regulares (PP. Teatinos) regentar la Iglesia. Durante su presencia se hicieron algunas mejoras, se instaló un órgano, y se aportaron diferentes objetos de culto. La responsabilidad de la Iglesia de San Juan de Malta estuvo en sus manos, con escaso medios materiales y humanos, pero con interés y dedicación.
3. El 15 de junio de 2001 se formalizaron convenios con la Diócesis por los que la Orden se comprometía de restaurar el Templo y compartirlo con los PP. Teatinos. Terminada la restauración se llegó a un nuevo acuerdo con el Obispado de Mallorca por el que se cedía a la Orden la posesión y encargo en exclusiva del Templo y la Rectoría. Desde entonces se ostenta la plena responsabilidad material y espiritual de la Iglesia.

## Planta y descripción

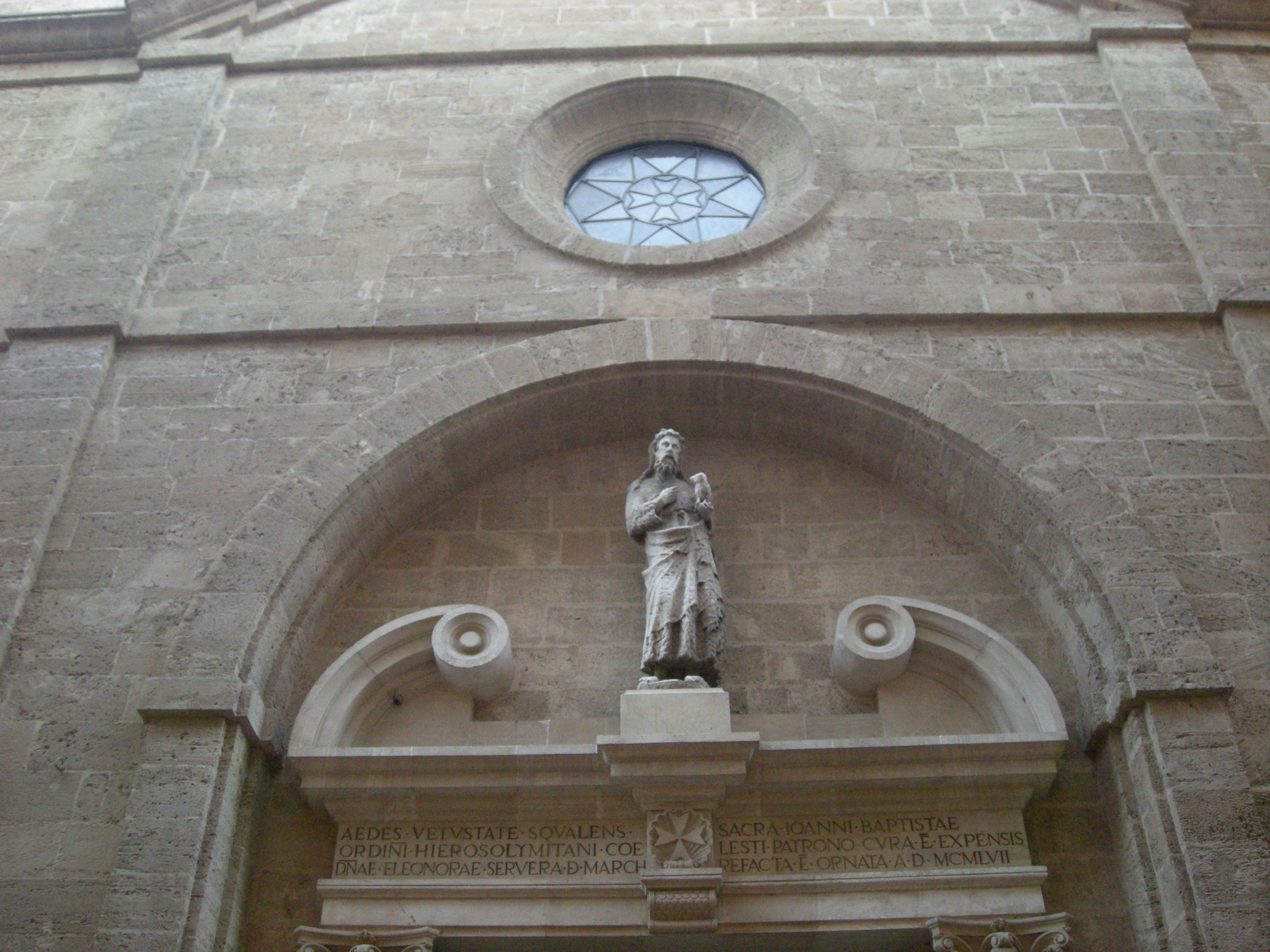
Detalle de la fachada.

Es una iglesia barroca que muestra la influencia del clasicismo italiano, visible en la sencilla decoración de la fachada. La planta es de nave única con capillas laterales.
En la fachada hay una descripción que hace referencia al restauración de la portada de 1957 y un relieve con la cruz de Malta, donde hay una imagen de San Juan. Encima del portal hay un rosetón, y encima de todo, la cruz de Malta dentro de un círculo. También cuenta con vidrieras que representan los escudos de los linajes de baleares que pertenecieron o pertenecen a la orden de Malta, como los Cotoner, Fuster, Gual de Torrella, Dameto, Zaforteza, Despuig, etc.